# Atelier Jeunes Cinéastes
 (février 2020).
Si vous disposez d'ouvrages ou d'articles de référence ou si vous connaissez des sites web de qualité traitant du thème abordé ici, merci de compléter l'article en donnant les références utiles à sa vérifiabilité et en les liant à la section « Notes et références ».
 (février 2020).
- Si vous ne connaissez pas le sujet, laissez ce bandeau (vous pouvez alors contacter les auteurs).
- Si vous supprimez le contenu mis en cause (vous pouvez préalablement contacter les auteurs),

argumentez précisément cette suppression dans la page de discussion
(un manque de référence n'est pas un argument ; une recherche réelle de référence doit avoir été effectuée, être formellement documentée).
L'Atelier Jeunes Cinéastes (AJC!) situé à Bruxelles, est un Atelier de Production de la Communauté française de Belgique créé en 1977.
L'AJC soutient les projets cinématographiques ou audiovisuels qui s’écartent des canons de l’industrie. C’est un lieu d’accueil pour toutes les démarches d’expérimentation, de création filmique : documentaires, films expérimentaux, essais poétiques, fictions ; objets cinéma.
L'AJC fait partie de l'Association des Ateliers d'Accueil et de Production Audiovisuelle (AAAPA).

## Fonctionnement
L'AJC fonctionne grâce à un conseil d'administration (bénévole et tournant) qui se renouvelle environ tous les 3 ans et à une équipe de terrain salariée.
L'Atelier est subsidié par le Centre du Cinéma de la Communauté française de Belgique.
De nombreux réalisateurs et producteurs belges sont passés par l'AJC comme auteurs ou administrateurs.
L'AJC sélectionne les films grâce à un groupe de lecture.
Les films bénéficient d'une aide en conseil, en matériel, et en structure.

## Filmographie
L'AJC! a produit environ 200 films, courts-métrages, documentaires, ou essais depuis sa création.
- 2022 : « 20 ans, c'est quelques jours » de Sylvain Dufayard
- 2022 : « See forever » de Paul-Emile Baudour
- 2022 : « Pendant que Nicoleta travaille » d'Isabelle Detournay
- 2022 : « Les gestes de Saint-Louis » de Kita Bauchet
- 2022 : « C'est la fête » de Léo Liotard
- 2021 : « Le ski, la vraie nature le vide » de Clara Thomine
- 2020 : « J**** » film collectif mené par Jérôme Zahno, Maud Girault et Joachim Soudan
- 2020 : « La sieste » de Mickaël Gloro
- 2020 : « La lumière bleue » de Laure Bioulès
- 2020 : « Poison » de Louve Dubuc-Babinet
- 2019 : « Babines » de Émilie Praneuf
- 2018 : « Common grounds » de Audrey Coeckelberghs
- 2017 : « La cour » de Noëlle Bastin & Baptiste Bogaert
- 2017 : « H-H » de Chloé Malcotti
- 2017 : « KA » de Claudio Capanna
- 2017 : « Qui es-tu Octobre » de Julie Jaroszewski
- 2016 : « Aquamazonida » de João Leite
- 2015 : « Barbara dans les bois » de Nicolas Clément
- 2015 : « Eau vive » de Khristine Gillard
- 2015 : « Vecinas » de Natalia Sardi
- 2014 : « Le récit de mon père » de Philippe van Cutsem
- 2014 : « A place for everyone » de Angelos Rallis & Hans Ulrich Gößl
- 2013 : « Voyage au centre du monde » de Thibault Gondard
- 2013 : « Les fantômes de Lovanium » de Ccil Michel
- 2013 : « Newcomers » de Mariana Duarte
- 2013 : « Chers parents » de Philppe Van Cutsem
- 2012 : « Eau douce eau salée » de Aya Tanaka
- 2012 : « Les hommes plantes » de Boris Kisch
- 2011 : « Reconstructing Sudan » de Marta Kucza
- 2010 : « Méandres » de Charlotte Grégoire
- 2010 : « Étrange étranger » de Jean-Philippe Dauphin
- 2010 : « Putain lapin » de Guérin Van de Vorst
- 2010 : « Les cheveux coupés » de Emmanuel Marre
- 2009 : « Het Eenzaam Huisje » de Jen Debauche
- 2008 : « Intime/Monde » de Yuen
- 2008 : « Dernière Partie » de Ann Sirot et Raphaël Balboni
- 2007 : « Lula » de Ladi Bidinga
- 2007 : « Ce qui reste » de Fanny Dal Magro
- 2007 : « Alter Sum » de Sébastien Schmit
- 2007 : « Retour à la rue » de Guérin Van de Vorst
- 2007 : « Hélène » de Muriel Alliot
- 2006 : « Sans Titre pour Elle » de Damien Magnette et Cédric Van Caeter
- 2006 : « Toutes les Saisons ont une Fin » de Baptiste Charles et Sarah Jaoui
- 2006 : « Palpite » de Jean-Marc Munerelle
- 2006 : « La Voix Peule » de Sylvain Vesco
- 2005 : « Déjà Jadis » de Christophe Van Collie
- 2005 : « Les mots clairs » de Floriane Devigne
- 2005 : « Retour à la rue » de Guérin Van de Vorst
- 2005 : « Coiffure Liliane ou un Cheveu dans la Soupe » du Collectif L
- 2005 : « Transmission » de Florent Sauze
- 2005 : « Eva » de Caroline Berhin
- 2004 : « Après (l’extinction du souvenir) » Nicolas Rincon Gille
- 2004 : « L’argent des pauvres » de Charlotte Randour
- 2004 : « Euroland » de Patrick Taliercio
- 2004 : « Héritages » de Elise Andrieu et Sonia Ringoot
- 2004 : « Knokke le doute » de Frédéric Guillaume
- 2004 : « Face à ce qui se dérobe » de Vincent Pinckaers
- 2004 : « Voyage au bord des lunes » de Fabrice George et Liberea Rizzi
- 2004 : « Errance-Wandering » de Yuen
- 2004 : « Quid esperanza » de Stéphane Manzone
- 2004 : « Ostende » de Cosima Jentzsch